# پوگن پل

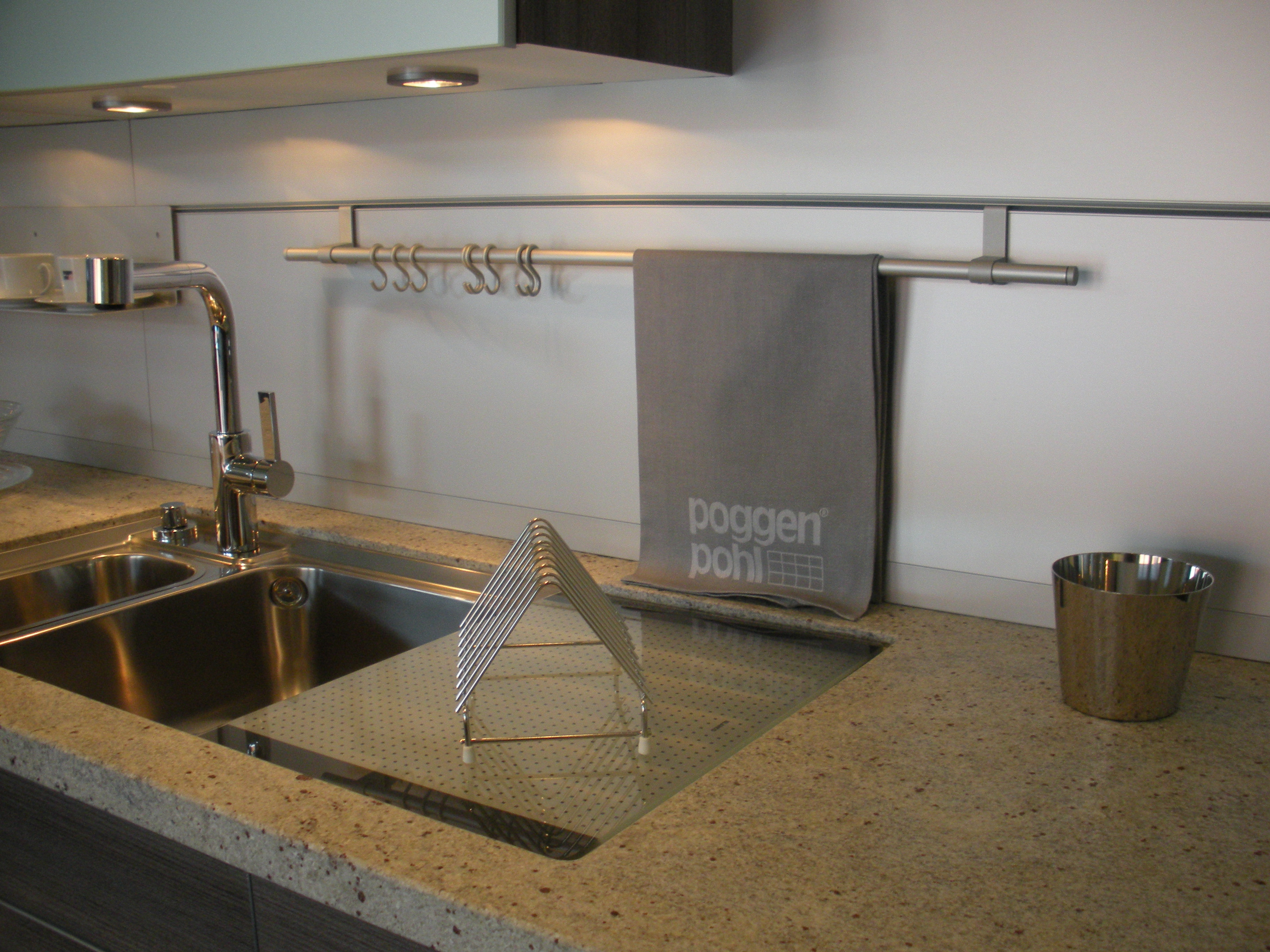
کابینت آشپزخانه

پوگن پل Poggenpohl نام آشنای صنعت مبلمان و محصولی از کشور آلمان است. این کارخانه توسط فردمیر پوگن پل در شهر هرفورد آلمان و در سال ۱۸۹۱ میلادی پایه‌گذاری کرد.
کارخانه پوگن پل اما توسط والتر لودویک دومین مدیرعامل کارخانه پوگن پل به بیش از یک تولیدکننده کابینت و یک برند مطرح جهانی تبدیل شد و کار به جایی رسید که بسیاری افراد آشپزخانه را به نام پوگن پل می‌شناسند.
پوگن پل مانند هر برند آلمانی دیگر نشانی از کیفیت، دوام و اعتماد دارد و البته شاخص تر از بسیاری از آن‌ها در کنار برندهایی مثل مایباخ، پورشه و مرسدس بنز سهم بسزایی در ساختن برند بزرگتر «ساخت آلمان» داشته‌اند.
طراحی آلمانی شاخصه اصلی طراحی آشپزخانه‌های پوگن پل در طول ۱۲۵سال گذشته بوده است. طراحی از جنس دوام و ماندگاری که به تغییر سلیقه روزانه یا ماهانه یا سالانه، تغییر شکل نمی‌دهد و همواره با پیشنهادهایی بدون زمان و عملکردی سال‌های سال درست و بروز و بجا به نظر می‌رسد.
پوگن پل نشانی از کیفیت و اصالت دارد و نامی آشنا برای معماران ایرانی است که در سال‌های دهه ۵۰ در کارهای معماری خود که عمدتاً برگرفته از مکتب مدرنیسم بود از محصولات آن استفاده می‌کردند، محصولاتی که هنوز در برخی خانه‌های ویلایی به بادگار مانده از دهه ۵۰ سرحال و سرزنده دیده می‌شود.
طراحی کابینت به صورت جزیره و اجرای نخستین کابینت با در رنگی و ساخت نخستین کابینت با دستگیره مخفی برای برای اولین بار به نام پوگن پل ثبت شده است و مسیر معرفی محصولات جدید برای این برند از زمان تأسیس تا اکنون با معرفی طراحی MODO و INTEGRATION و SEGMENTO تا طراحی کابینت P7340 و P7350 با طراحی گروه پورشه در سال ۲۰۰۷ و انتخاب شدن پوگن پل به عنوان چهارمین برند لوکس آلمان به صورت یک رویه بدون تغییر درآمده است.
همکاری با طراحانی چون ژورژ پنسی اسپانیایی و هادی تهرانی ایرانی‌تبار، محصولات زیبایی را تقدیم بازار آشپزخانه‌های لوکس دنیا کرده است.